# Dobravica, Šentjernej
Dobravica este o localitate din comuna Šentjernej, Slovenia, cu o populație de 158 de locuitori.